# Dosbarrios (kommunhuvudort)
Dosbarrios är en kommunhuvudort i Spanien.   Den ligger i provinsen Toledo och regionen Kastilien-La Mancha, i den centrala delen av landet, 60 km söder om huvudstaden Madrid. Dosbarrios ligger 714 meter över havet och antalet invånare är 2 223.
Terrängen runt Dosbarrios är platt. Runt Dosbarrios är det glesbefolkat, med 17 invånare per kvadratkilometer. Närmaste större samhälle är Aranjuez, 19,4 km nordväst om Dosbarrios. Trakten runt Dosbarrios består till största delen av jordbruksmark.